# Bumin
Bumin kagán (? – 552) az első Türk Birodalom megalapítója volt, amin öccsével, Istemivel – aki a nyugati részt kapta – osztozva uralkodott 551-től hamarosan bekövetkező haláláig. Ekkor idősebb fia, Kolo kagán, majd még ugyanebben az évben fiatalabb fia, Mugan kagán követte őt a trónon.

## Származása
Bumin apja – a kínai forrásokban Na-tu-lu – a szaka eredetű Asina nemzetségből származott és a jabgu címet viselte a Zsuanzsuan Birodalomban. Ebben az időben a kelet-nyugati kereskedelmet a szogdok kereskedői uralták a Selyemúton, s a szogd nyelv kulturális hatása óriási volt, később a Türk Birodalom első kancellárianyelve is ez lett. Bumin és öccse, Istemi nevét is a szogdból tudta Harmatta János megmagyarázni a bumi 'föld' szó na birtokos képzős alakjaként. Eszerint trónneve, a Bumin il-kagán a 'Föld nagykagánja' jelentésű. Bumin nemzetsége megszervezte a körülötte élő török nyelvű népeket, akik a nemzetség önelnevezése alapján türköknek kezdték magukat hívni, s ebből származik a török népek összefoglaló neve.

## A birodalom megalapítása
546-ban fellázadtak a Zsuanzsuan Birodalom alattvalói, a tielö népek. A lázadást Bumin verte le, és viszonzásul szeretett volna az avar kagán családjába beházasodni, ebben azonban csalódnia kellett. Ekkor szövetséget kötött a kínai Nyugati Vej állammal, amit házassággal is megpecsételtek, s Bumin kínai segítséggel megdöntötte az avar kagán hatalmát, aki 551-ben öngyilkos lett. Ezután Bumin il-kagánnak nyilvánította magát, s szervezni kezdte birodalmát, a Türk Birodalmat, amit a Hangáj-hegységben lévő szent Ötüken-hegy mellől, a török népek szakrális központjából irányított. A birodalom eleve két központtal jött létre, öccse Istemi az Altaj hegységbeli Aranyhegy mellől irányította a nyugati birodalomrészt, a későbbi Nyugati Türk Birodalom előzményét. Istemi a jabgu címet viselte, amit apja is a Zsuanzsuan Birodalomban. Néhány hónappal ezután Bumin meghalt és fiai követték őt a kagáni pozícióban.